# Haj Driss Touimi Benjelloun
Pour les articles homonymes, voir Touimi et Benjelloun.
 (avril 2010).
Si vous disposez d'ouvrages ou d'articles de référence ou si vous connaissez des sites web de qualité traitant du thème abordé ici, merci de compléter l'article en donnant les références utiles à sa vérifiabilité et en les liant à la section « Notes et références ».
Haj Driss Touimy Benjelloun (1897-1982) était un chanteur munshid marocain, originaire de Fès, de la musique arabo-andalouse ala, dans les groupes ou juq de Fès avec Azzuz Bennani et al-Brihi. Il avait la réputation de connaitre les modes andalous et les poèmes soufis par cœur, avec un accent fassi (de Fès) très attachant. Il existe un enregistrement de 1920 où on entend aussi la puissance et la virtuosité de Benjelloun ainsi que celles de la firqat (petit orchestre) d'al-Brihi.
Il a fondé avec Malika El Fassi Jamiyât Houat El moussika al andaloussia et a créé en 1958 l'Association des amateurs de la musique andalouse au Maroc (AAMAM).